# Vieux-Port de Montréal
Pour le port actuel, voir Port de Montréal.
Pour les articles homonymes, voir Vieux-Port.
Le Vieux-Port de Montréal est le port historique de la ville de Montréal, métropole du Québec, au Canada. Situé sur la berge nord du fleuve Saint-Laurent, il s'étend sur plus de deux kilomètres au sud du Vieux-Montréal.
Aménagé dès le début du XVIIIe siècle, le port se développa au XIXe siècle avec la révolution industrielle. En 1976, les activités portuaires de Montréal furent déplacées vers l'actuel Port de Montréal plus à l'est. Au début des années 1990, le Vieux-Port fut redéveloppé. C'est aujourd'hui un lieu historique et touristique qui attire plus de six millions de visiteurs chaque année.

## Description
Le Vieux-Port de Montréal s'étend depuis la rue McGill jusqu'à l'axe de la rue Atateken. Séparé du Vieux-Montréal par la promenade du Vieux-Port et le Parc Linéaire de la Commune.

### Les Quais

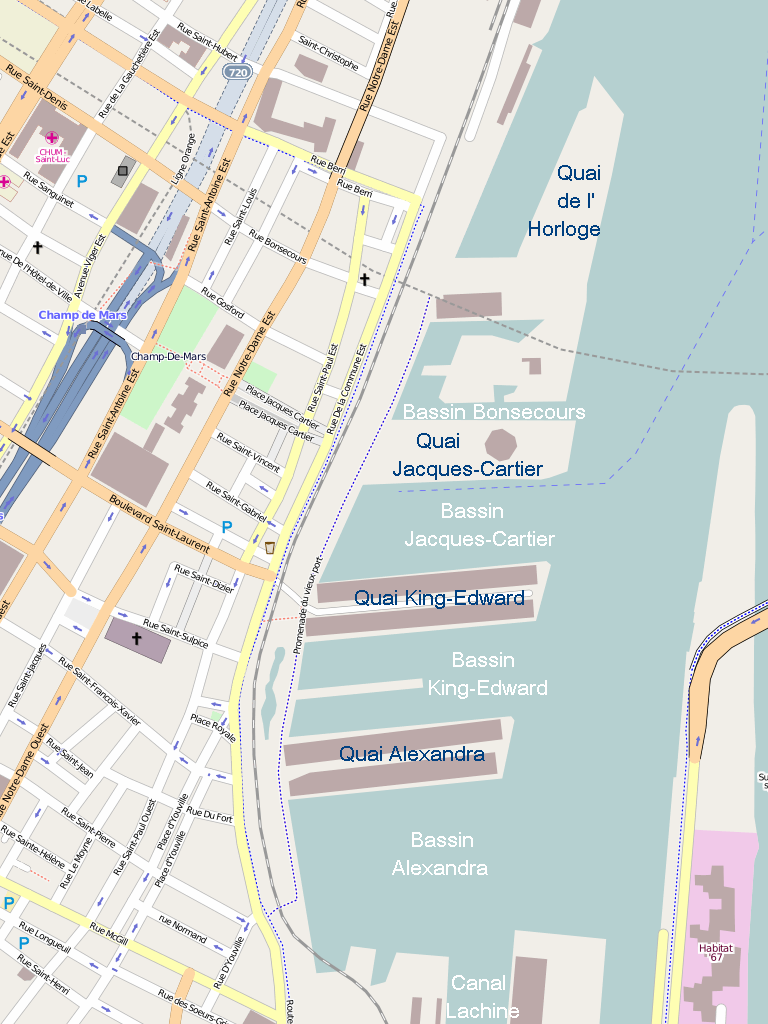
Carte

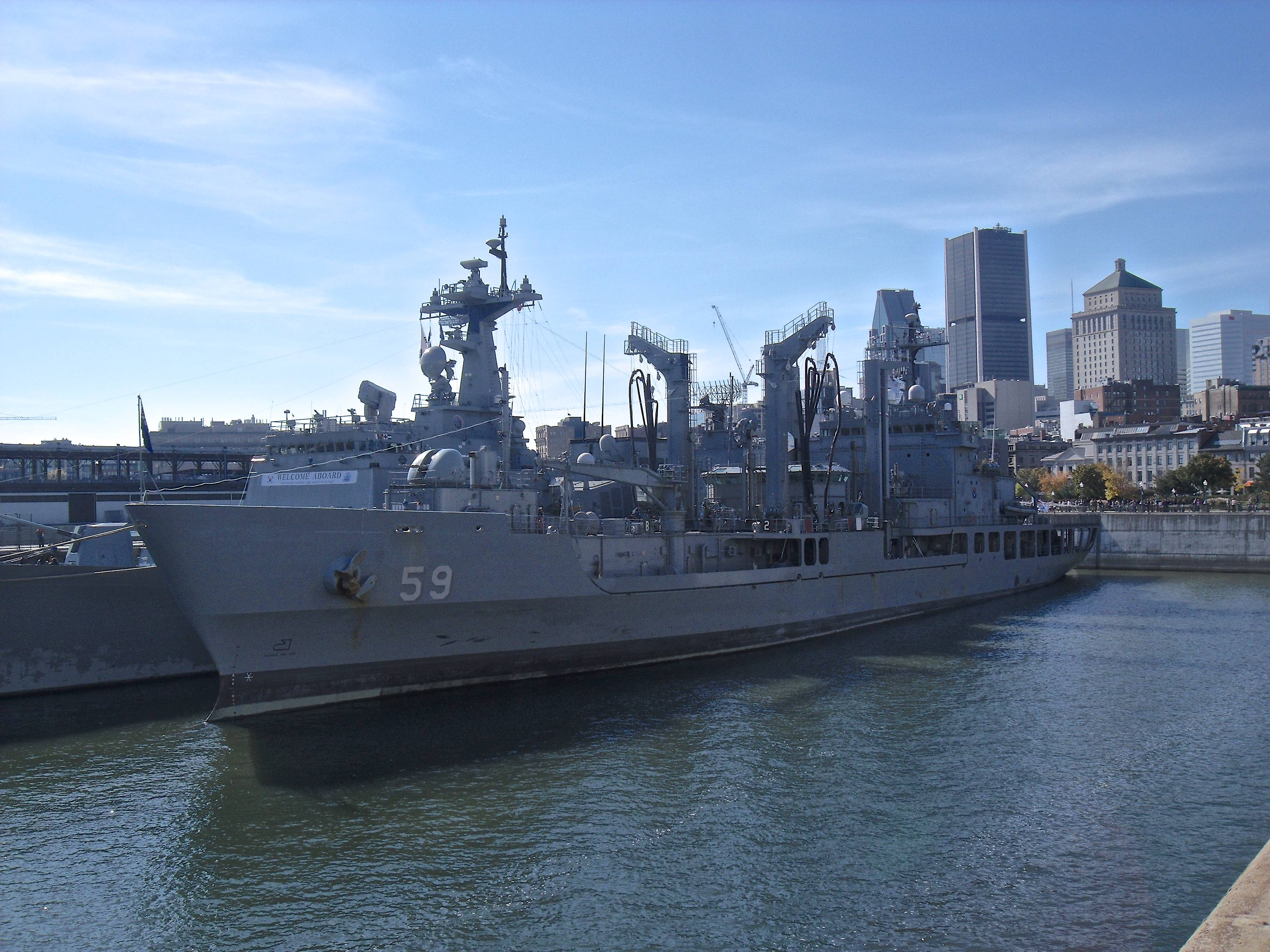
Bâtiments Sud-coréens, 2013

Le Vieux-Port possède plusieurs quais.
D'est en ouest :
- Le Quai de l'Horloge, renommé ainsi d’après la Tour de l'Horloge qui s'y trouve. À l’extrémité du quai une plage urbaine avec sable fin, chaises Adirondack, parasols et brumisateurs est ouverte depuis 2012.

- Le Quai Jacques-Cartier, d’où part l’été le traversier pour Longueuil et l'Ile Sainte-Hélène, qui fait partie du réseau des navettes fluviales à Montréal.

- Le Quai King-Edward sur lequel est installé le Centre des Sciences depuis 2000.

- Le Quai des Convoyeurs, plus petit, terminé par une tour marine abandonnée qui permettait le transbordement du grain[3].

- Le Grand Quai du Port de Montréal[4] (appelé jusqu'en 2018 Quai Alexandra), ancienne digue qui reliait l'îlot Normandin au port ; il accueille la gare maritime Iberville où accostent des bateaux de croisière de grande taille, tel le AIDAbella[5]. Le 27 mai 2023, la Tour du Port de Montréal est ouverte au public sur le quai, conçu par Provencher Roy (en)[6].

À l'ouest se trouvent les écluses à l’entrée du Canal de Lachine et en face le Quai de la Pointe du Moulin et ses silos.

### Les Bassins
Chaque quai a son bassin correspondant dont la profondeur va de 7.62 à 9.7 mètres. Le bassin Bonsecours, entre les quais de l'Horloge et Jacques-Cartier, est différent car presque entièrement remblayé. Le parc du Bassin-Bonsecours a été aménagé et accueille une grande roue depuis 2017. L'hiver une partie du bassin est transformée en patinoire ouverte au public.

## Animation au Vieux-Port

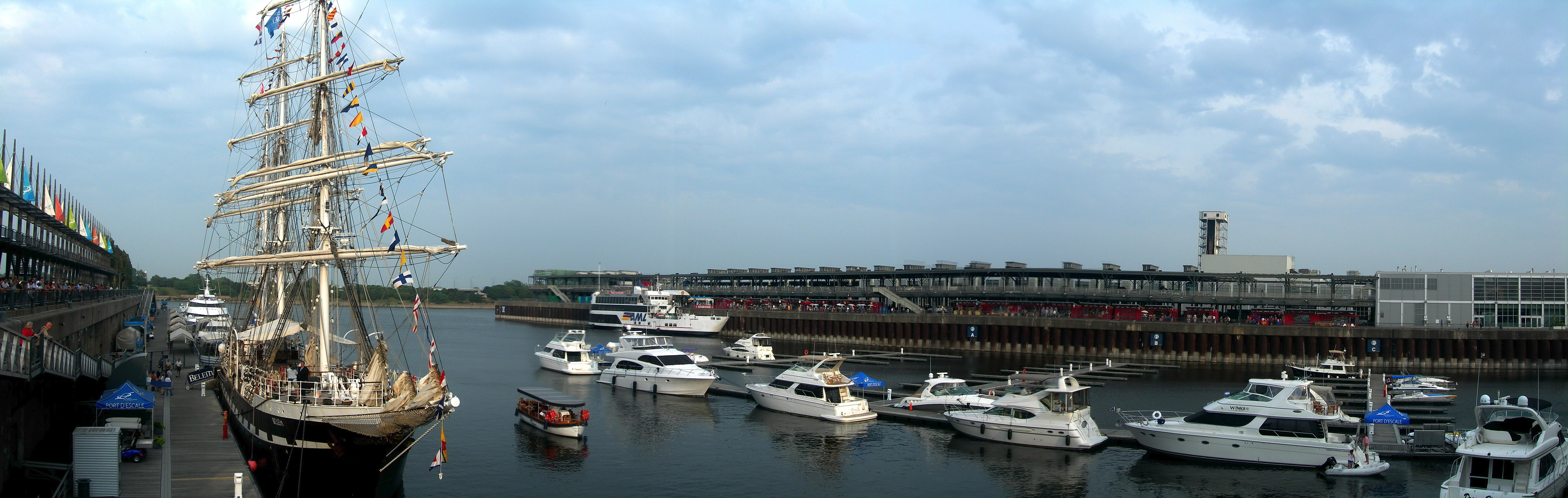
Voilier Français Belem, 2008

Le Vieux-Port offre aux Montréalais et aux touristes un accès à de nombreuses activités été comme hiver. La Société du Vieux-Port, avec l'aide de partenaires, veille à l'animation du lieu via des évènements culturels tel que le festival Montréal en Lumière, l'Igloofest, le Festival des Grands Voiliers et le Festival International Reggae. Parfois des voiliers et des bâtiments militaires y accostent.

## Histoire
Autrefois port principal de Montréal, le Vieux-Port a été l'acteur et le témoin du développement économique et culturel de la ville depuis 1642.

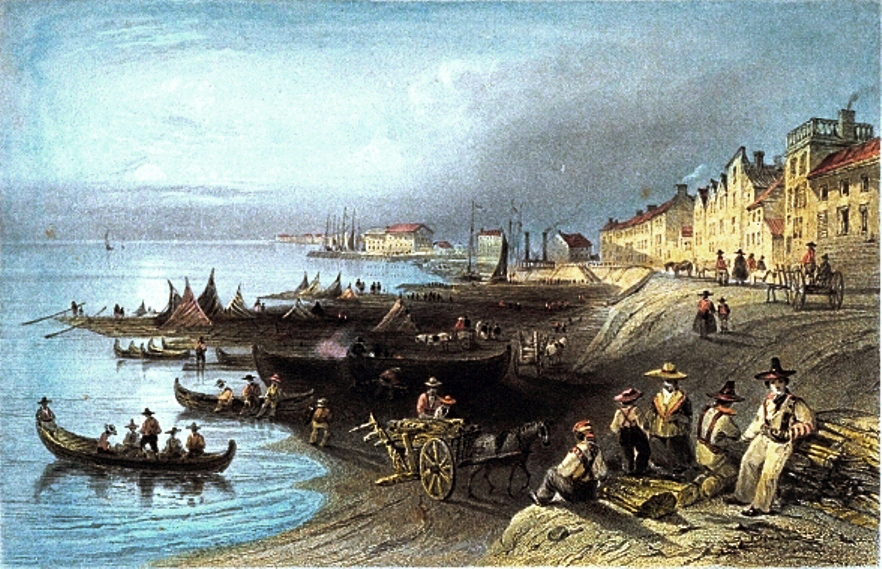
Port de Montréal, 1841

Situé dans un havre naturel à l'embouchure de la rivière Saint-Pierre le site du port de Montréal est d’abord fréquenté par les canots amérindiens puis les barges et les navires utilisés notamment dans le commerce de la fourrure. Les petites embarcations accostaient directement sur le rivage alors que les plus gros bateaux devaient s’ancrer à l'île du Marché (ou îlot Normandin) pour décharger leurs marchandises à l'aide de radeaux. C'est au début du XVIIIe siècle que les premiers quais temporaires sont construits.

### L'essor
Montréal commence à s'imposer comme ville portuaire au début du XIXe siècle avec l’arrivée du bateau à vapeur. En 1830, le port de Montréal nait officiellement avec la création de la Commission du Havre de Montréal. Son rôle est de coordonner le développement du port pour doter la ville d'installations performantes. Entre 1830 et 1832 plus de 1 000 mètres de quais permanents sont construits par la Commission.
En 1854, John Young, président de la Commission du Havre, supervise le creusement d'un chenal de navigation de 4,88 mètres de profondeur sous le fleuve Saint-Laurent entre la ville de Québec et Montréal pour permettre aux navires transocéaniques de rejoindre le port de Montréal. Ce chenal, agrandi plusieurs fois depuis, atteint aujourd'hui 11 mètres de profondeur. Le siège de la commission, l'édifice des Commissaires, est inauguré en 1876.

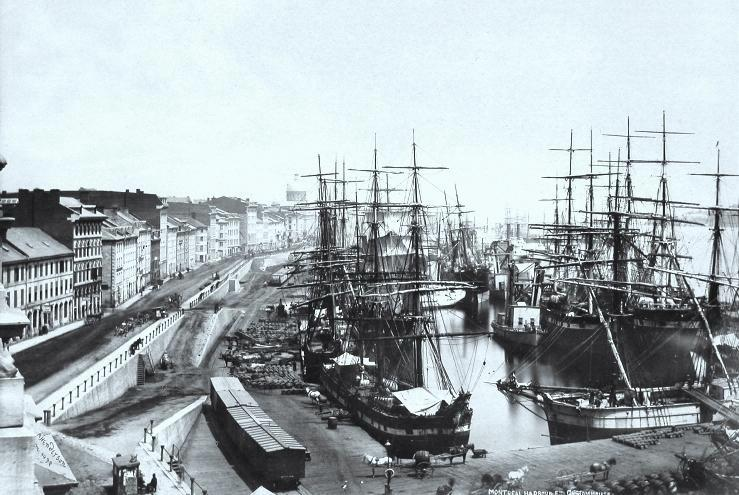
Port de Montréal, 1872

Avec l’arrivée du transport ferroviaire sur les quais en 1871 puis l'ouverture du chemin de fer transcontinental en 1885 le port de Montréal devient une plaque tournante du transport des marchandises depuis, et vers, l'ouest.
Pour lutter contre les dégâts des inondations fréquentes et de la glace, un mur et une jetée de protection sont édifiés en 1898. Cette jetée, la jetée MacKay, deviendra la Cité-du-Havre avec l'expo 67. C'est à partir de cette même année que le port commence à adopter sa configuration actuelle avec l’édification de quais en béton, de hangars en acier et de bassins.
Quatre grands quais à haut niveau sont construits. Le quai Jacques-Cartier le premier en 1899, suivi du quai Alexandra en 1901 et du quai King Edward en 1903. Le quai Victoria, devenu quai de l'Horloge, est achevé plus tard en 1916.

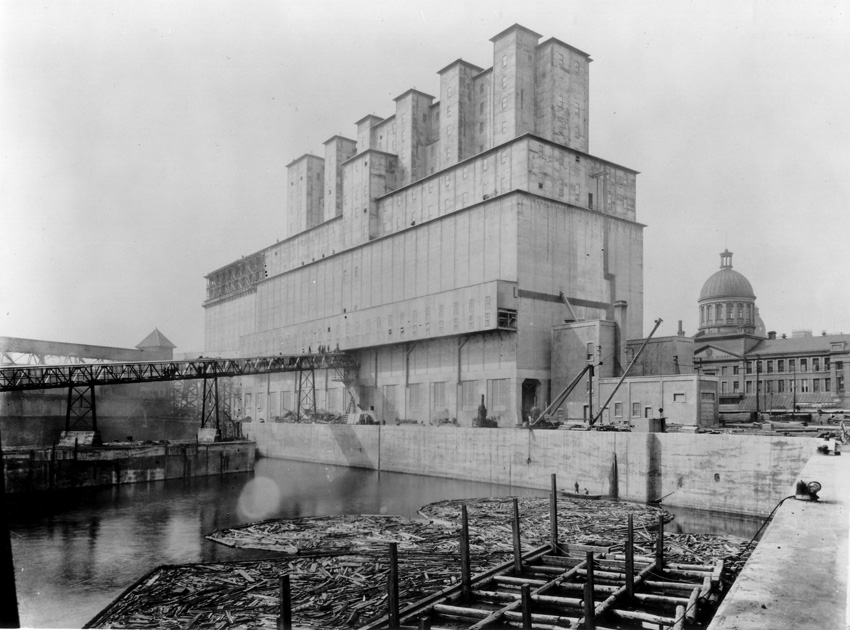
Silo no 2, 1912

La fin du XIXe siècle est une période de prospérité économique pour le Canada. Le gouvernement de Wilfrid Laurier agrandit le port vers l'est au niveau de Maisonneuve. Avec le développement agricole de l'Ouest canadien les grands silos à grains font leur apparition et Montréal devient l'un des plus grands ports d'exportation de céréales du monde.
En 1903 le silo no 1 est construit devant Pointe-à-Callière en même temps que l’élévateur B du Grand Tronc devant les écluses du canal de Lachine. Agrandi par la suite, ce dernier sera renommé silo no 5 en 1963. Ces silos ne suffisant plus, un nouveau silo, le no 2, premier silo en béton au monde, est érigé en 1912 entre le marché Bonsecours et le bassin du même nom.

### Le déclin
En 1959 l'ouverture de la voie maritime du Saint-Laurent, qui permet à des bateaux transocéaniques d’accéder directement aux Grands Lacs sans s’arrêter à Montréal, entraîne un ralentissement d’activité. Le port de Montréal se réoriente vers la manutention de conteneurs. Le premier terminal à conteneurs du Canada est inauguré en novembre 1968 sur le quai Bickerdike à côté de la cité du Havre.

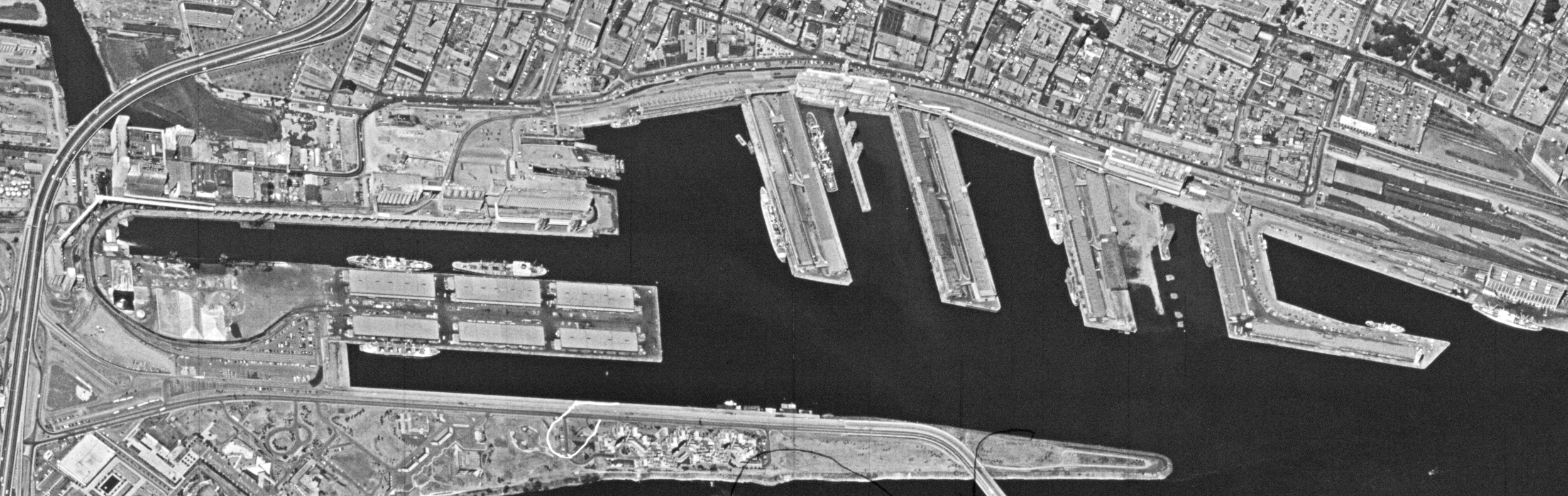
Le port de Montréal en 1971.

Afin de créer l'espace nécessaire à l'expansion du parc de conteneurs, le remblayage du bassin Bonsecours commence en 1971 ce qui entraîne le mécontentement de la population montréalaise. En 1976, face aux demandes des citoyens, le terminal à conteneurs est relocalisé plus à l'est dans l’île de Montréal dans un secteur plus propice à son expansion. La partie plus ancienne du port, devenue obsolète, est déclassée.

### Le renouveau
L’année suivante le gouvernement canadien s'engage à réaménager la vieille section du port. L'imposant silo no 2 est démoli en 1978.
En novembre 1981, après une première série de consultations publiques, le gouvernement fédéral crée la Société du Vieux-Port de Montréal qui a pour mandat de procéder à la revitalisation du Vieux-Port.

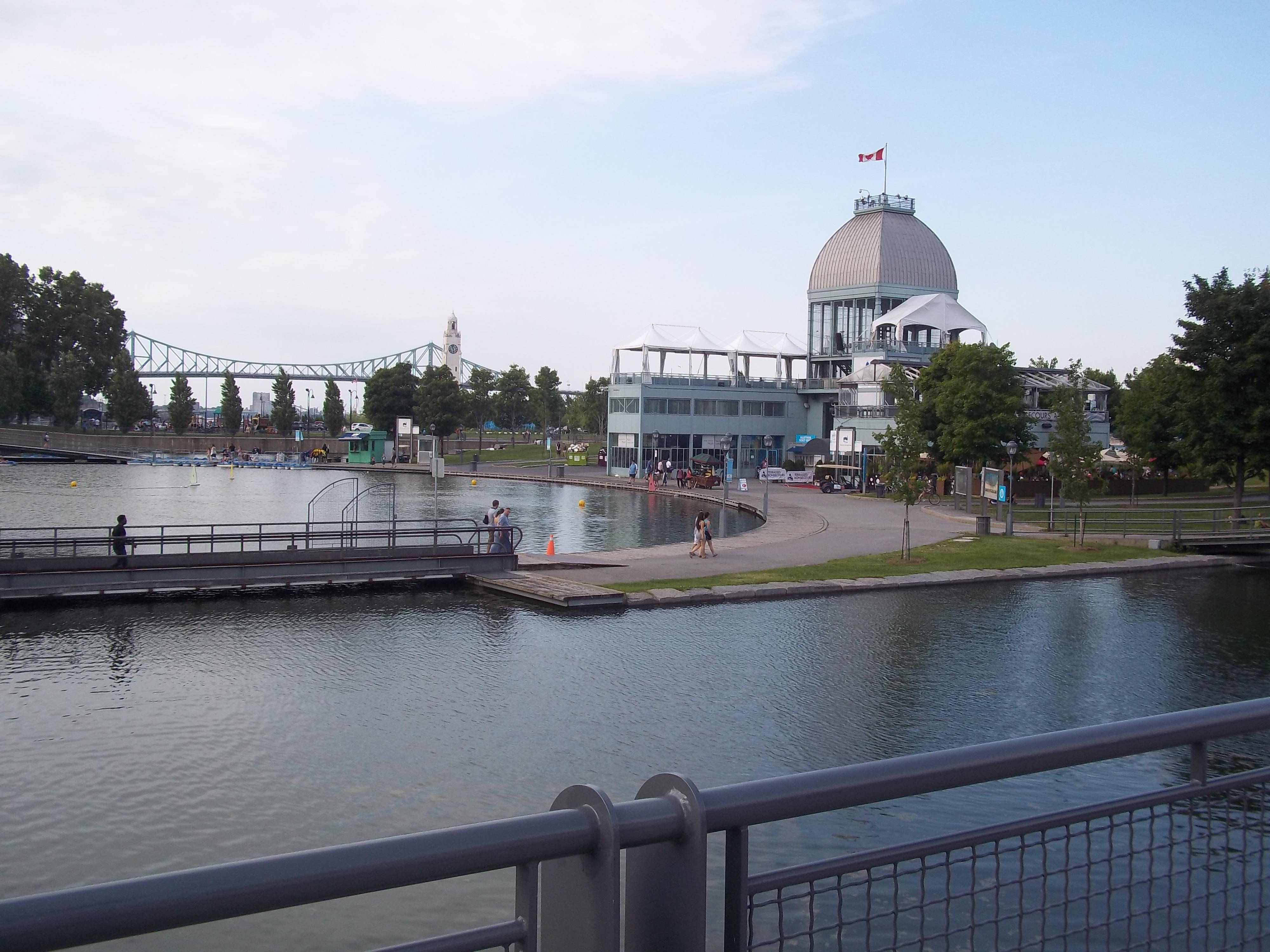
Bassin Bonsecours

La première phase de la réhabilitation débute avec le projet « Une fenêtre sur le fleuve ». De 1982 à 1984 le silo no 1 et six des huit voies ferrées sont détruits pour désenclaver le site et libérer l'horizon. Cela permet l’aménagement d'un parc linéaire le long de la rue de la Commune qui ouvre l’accès au fleuve.
Après une vaste consultation publique en 1984-1986, un plan directeur est déposé en 1987. Sous la direction des architectes Aurèle Cardinal et Peter Rose les travaux de la seconde phase démarrent en 1991. Le "Nouveau Vieux-Port de Montréal" est inauguré au printemps 1992 dans le cadre du 350e anniversaire de Montréal et du 125e anniversaire de la Confédération. Ces aménagements importants ont été réalisés pour un coût de 125 millions de dollars (de 1992).
Le Vieux-Port, propriété fédérale, est intégré en 1995 à l'arrondissement historique du Vieux-Montréal.
La troisième phase d’aménagement commence en 1997 et ajoute au Vieux-Port des espaces verts et une institution muséale vouée à la science et aux technologies sur le Quai King-Edward. Le 1er mai 2000, le Centre des sciences de Montréal ouvre ses portes.
Plus récemment un projet de télécabines reliant le Vieux-Port à l’île Notre-Dame a été proposé en 2008 et rejeté par la Corporation du Vieux-Port. La Société du Vieux-Port dépend directement du Société immobilière du Canada.Avec l'essor de l'industrie des croisières à Montréal, le Port de Montréal rénove complètement la gare maritime d'Iberville pour le 375e anniversaire de la ville en 2017. La même année une grande roue, la plus haute du Canada, est installée sur le bassin Bonsecours. Dans le cadre du Plan de l'eau de la municipalité un bain portuaire pourrait être aménagé à l’extrémité du quai de l'horloge,.

## Images du Vieux-Port

### Passé

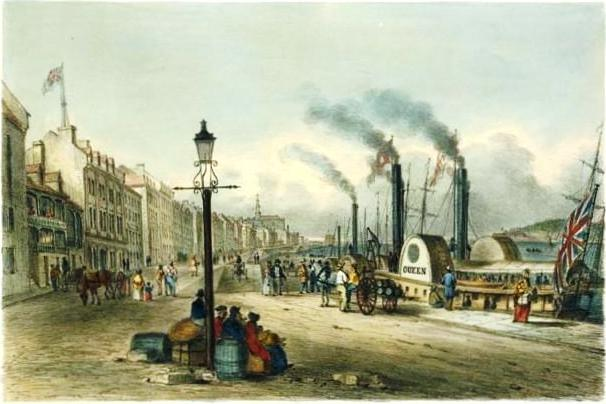
Port de Montréal, 1843
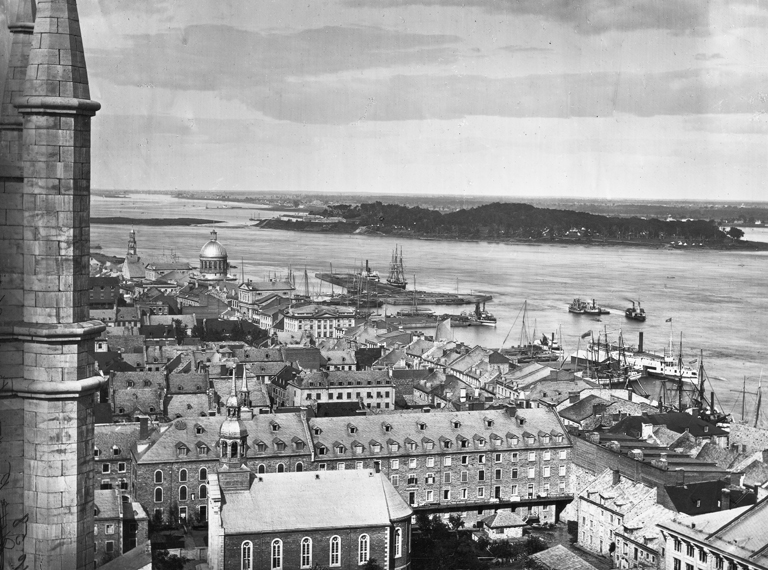
Port de Montréal, 1863
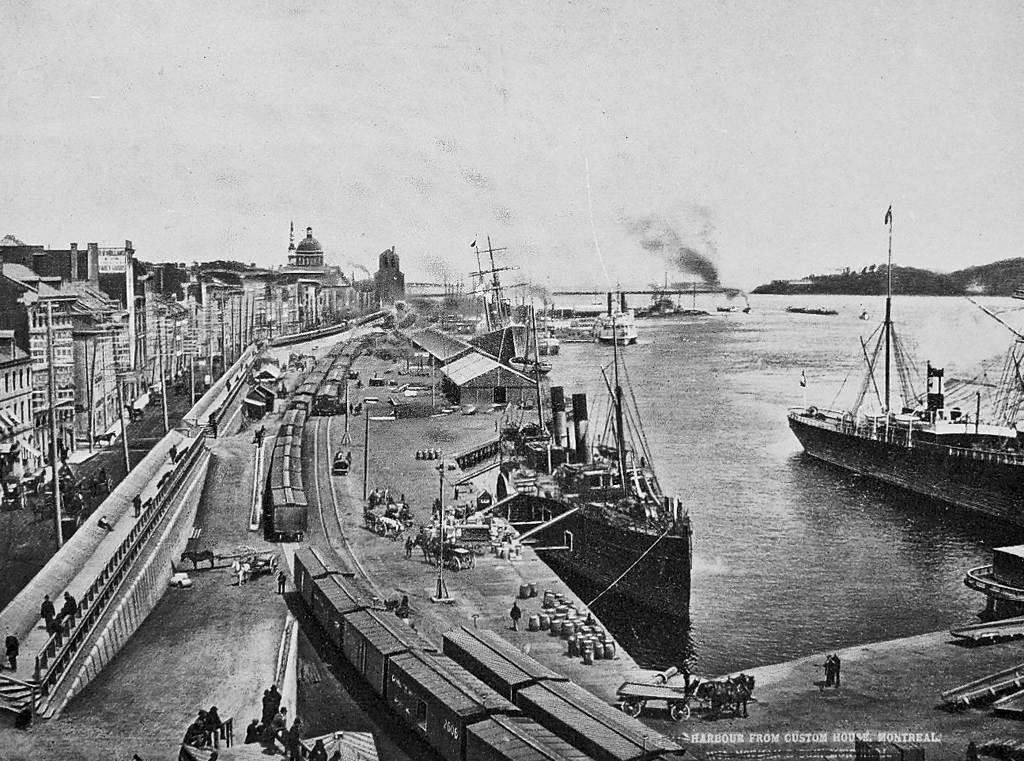
Port de Montréal, 1899
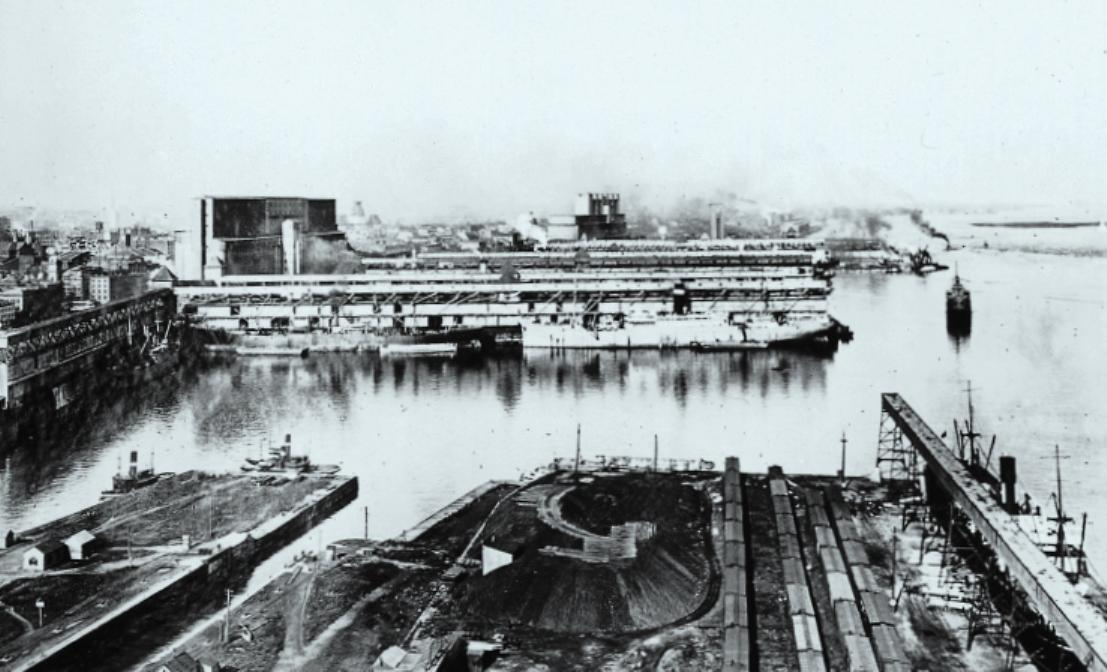
Silos No.1 et 2, vers 1930

### Présent

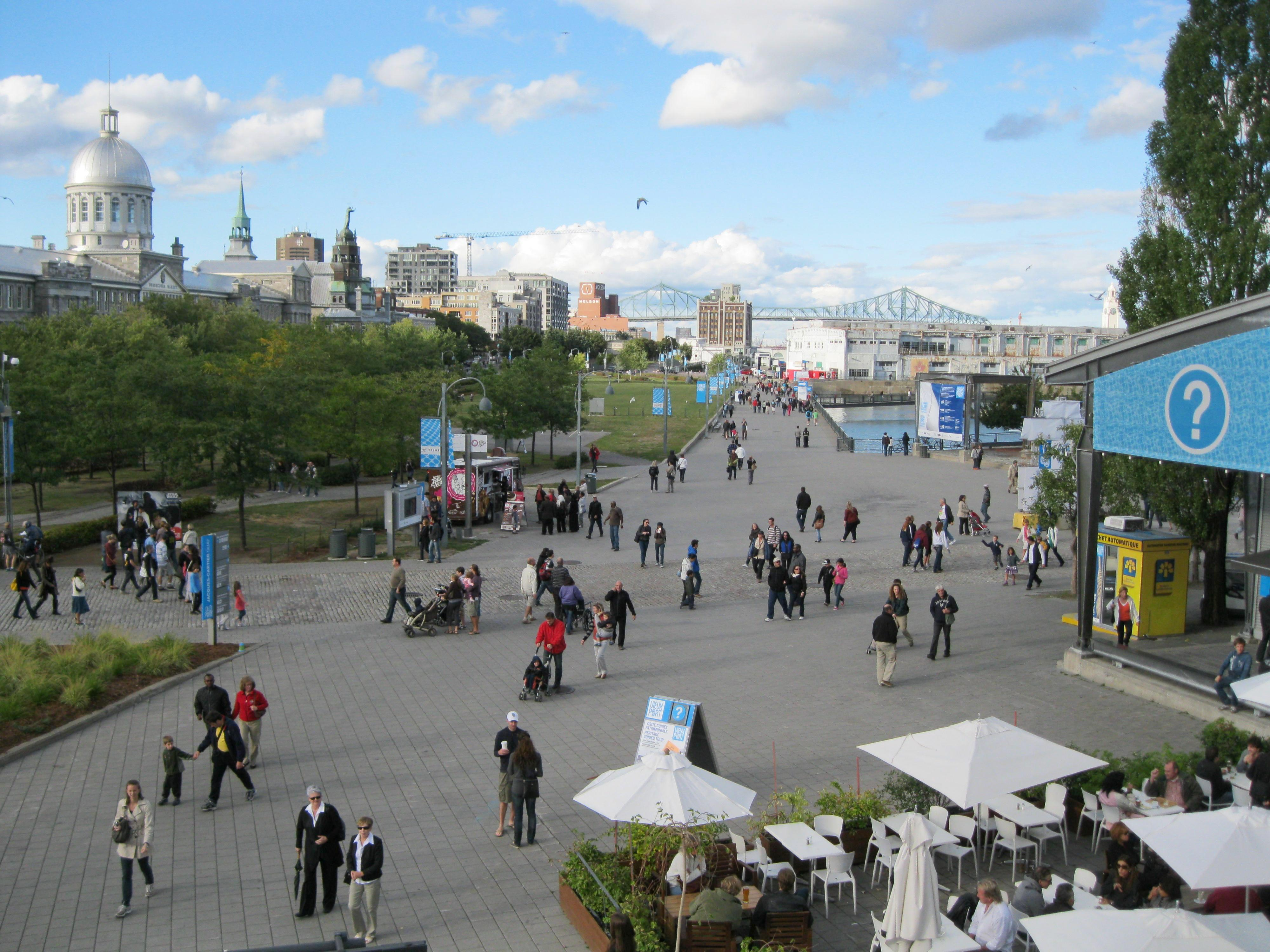
Promenade du Vieux-Port
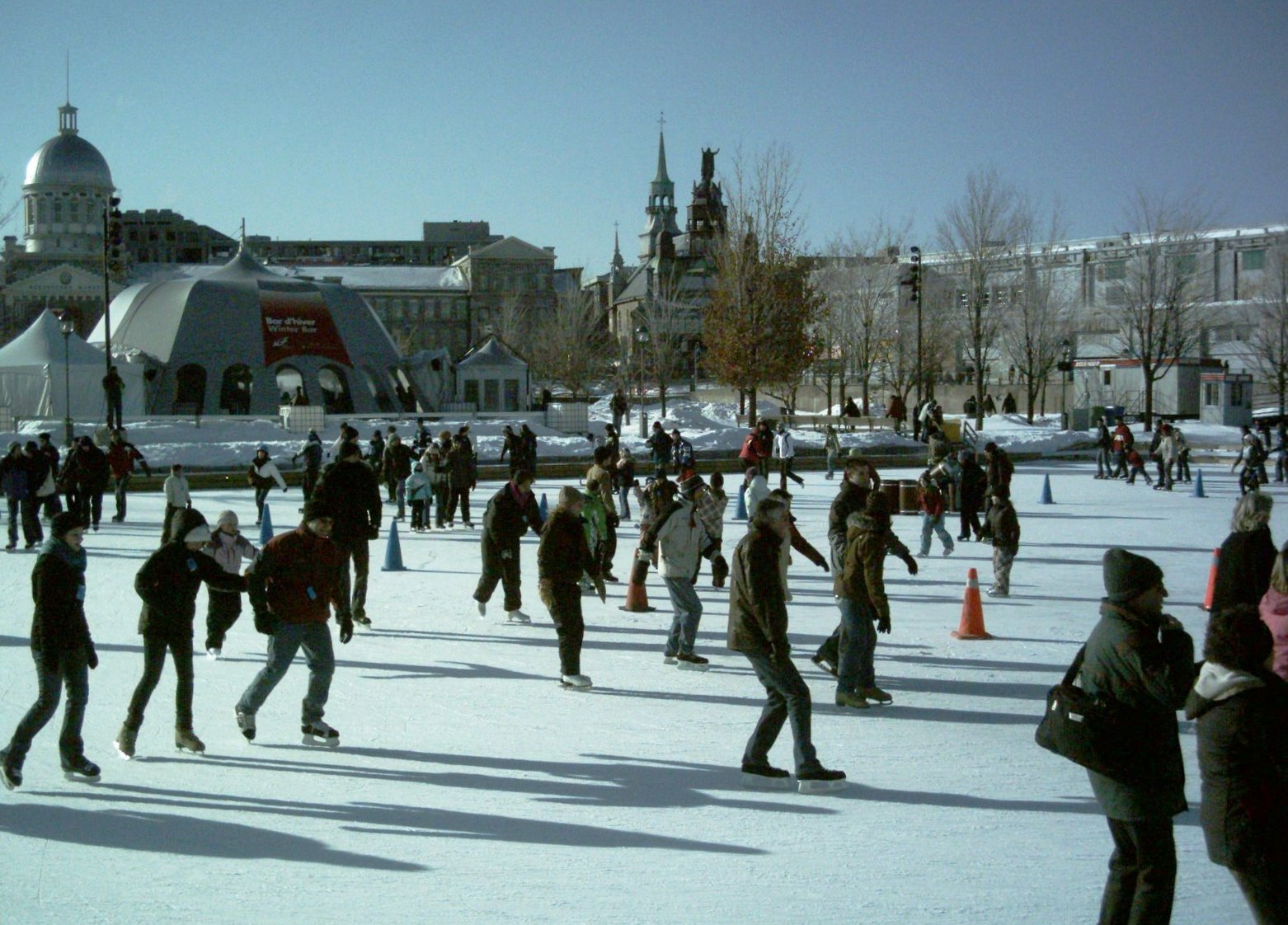
Patinoire au parc du Bassin Bonsecours
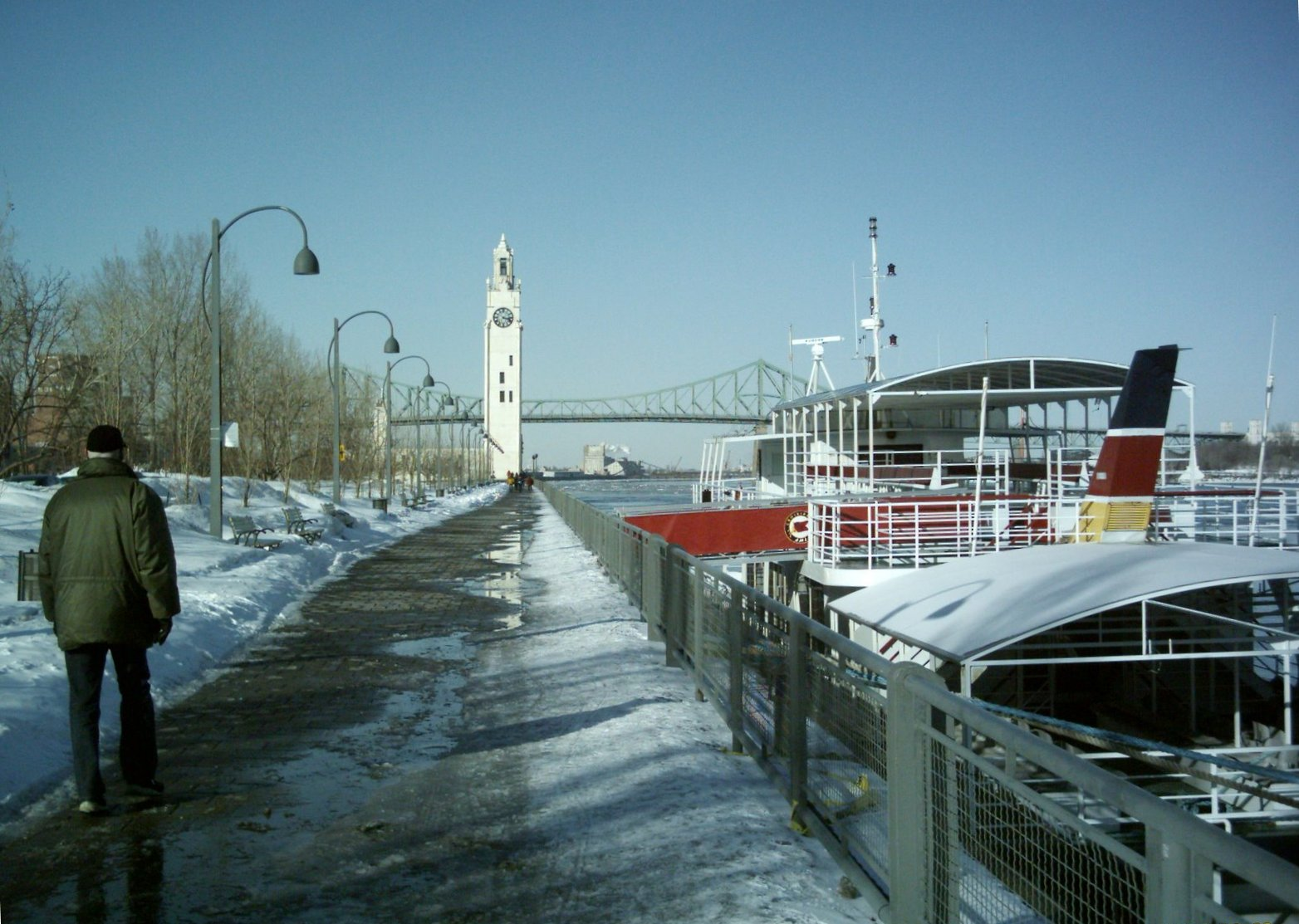
Tour de l'horloge, pont Jacques-Cartier
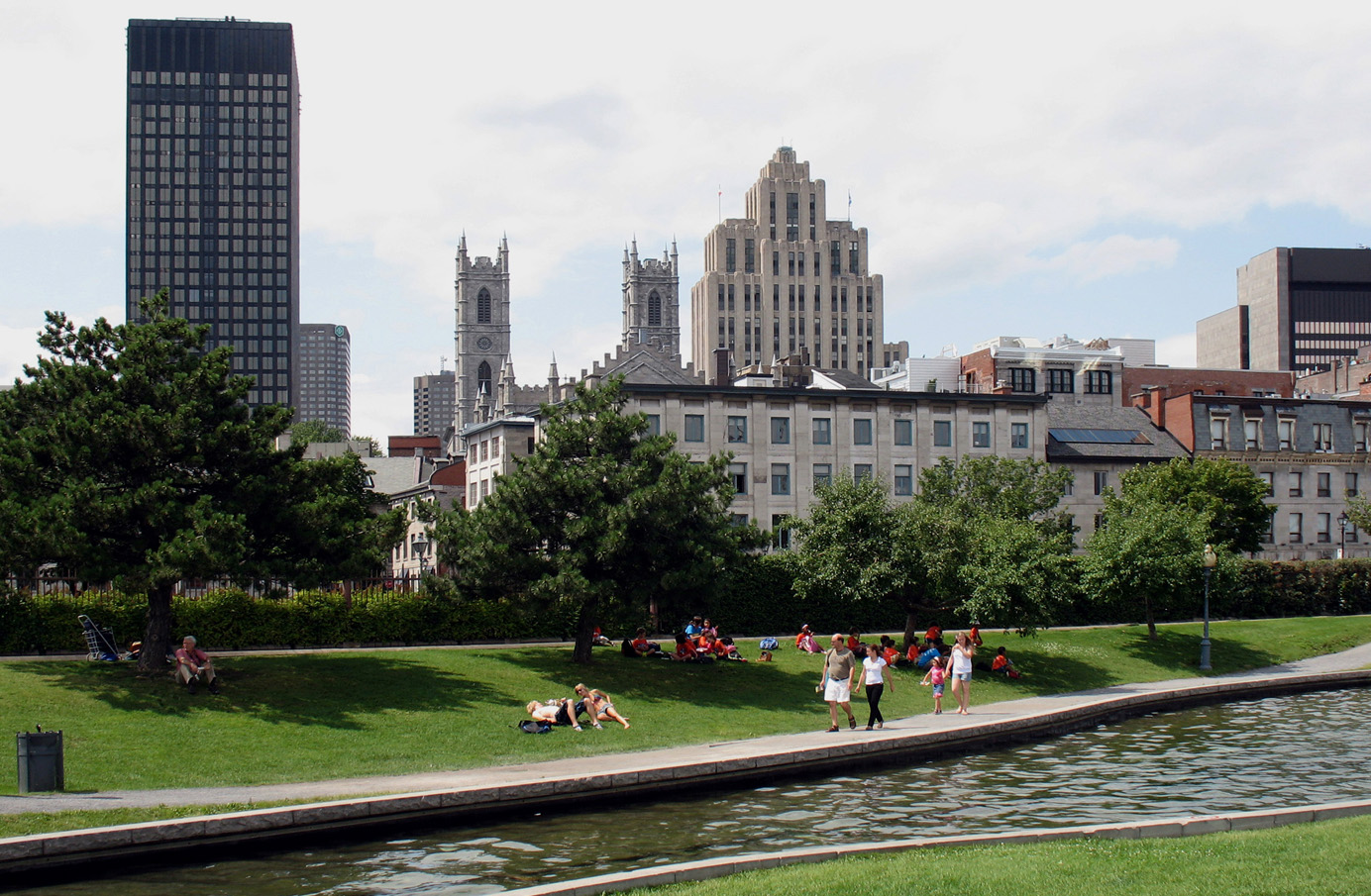
Vieux-Montréal vu du Vieux-Port